# Британско-пакистанские отношения
Британско-пакистанские отношения — двусторонние дипломатические отношения между Великобританией и Пакистаном. Страны являются членами Содружества наций и Организации Объединённых Наций.

## История
В 1947 году Пакистан обрёл независимость от Британской империи в соответствии с Законом о независимости Индии. В этот момент Доминион Пакистан всё еще номинально оставался частью Британской империи, пока в 1956 году не стал отдельной суверенной республикой.
В 1972 году Пакистан покинул Содружество наций в знак протеста против признания организацией независимости Бангладеш. В 1989 году Пакистан возобновил членство.
В 2018 году Великобритания и Пакистан подписали Соглашение о передаче заключенных, позволяющее гражданам этих государств отбывать наказание в своей стране.

## Дипломатические отношения
Великобритания и Пакистан имеют Верховных комиссаров в столицах друг друга, которые являются послами в странах Содружества наций. Действующим Верховным комиссаром Великобритании в Исламабаде является Томас Дрю, а Верховным комиссаром Пакистана в Лондоне является Мохаммад Нафиш Закария.

## Экономические отношения
С 1988 года между странами действует соглашение об устранении двойного налогообложения физических и юридических лиц и предотвращения уклонения от уплаты налогов.
В 2002 году был создан Пакистано-британский консультативный совет для изучения того, как правительства могли бы содействовать торговым и коммерческим связям между странами.
В 2012 году премьер-министры обеих стран разработали дорожную карту по торговле и инвестициям для увеличения товарооборота между странами. В 2017 году министр внутренних дел Пакистана Чаудри Нисар Али Хан заявил, что между странами будут организованы двусторонние визиты для поддержки торговых отношений.

## Военное сотрудничество
Страны были союзниками во времена холодной войны, участниками Организации центрального договора, который Великобритания считала важным способом сдерживать влияние СССР в регионе, в то время как Пакистан присоединился с целью получить экономические выгоды от стран западного мира. Межведомственная разведка была создана британскими офицерами и поддерживает обширные связи с разведывательными службами Великобритании. Британское правительство расценивает Освободительную армию Белуджистана как террористическую организацию с июля 2006 года. Между правительствами стран регулярно проводятся встречи для обсуждения вопросов национальной безопасности и борьбы с терроризмом.

## Позиция по Кашмирскому конфликту
В 2016 году министр иностранных дел Великобритании Борис Джонсон заявил, что давняя позиция Великобритании заключается в поддержке Индии и Пакистана на их пути по достижению разрешения конфликтной ситуации в Кашмире с учетом пожеланий кашмирского народа.